# Enallopaguropsis guatemoci
Enallopaguropsis guatemoci is een tienpotigensoort uit de familie van de Paguridae. De wetenschappelijke naam van de soort is voor het eerst geldig gepubliceerd in 1937 door Glassell.